# 고태원
고태원(1993년 5월 10일 ~ )은 대한민국의 축구 선수이며 포지션은 중앙 수비수이다. 현재 K리그2 전남 드래곤즈에서 활약하고 있다.

## 클럽 경력
2016 시즌을 앞두고 전남 드래곤즈에 입단하였다. 2016년 3월 20일 수원 삼성과의 2016 K리그 클래식 2라운드 경기에서 부상을 입은 양준아를 대신하여 그라운드를 밟으며 프로 데뷔전을 치렀다.